# Myrcia neoestrellensis
Myrcia neoestrellensis é uma espécie de planta do gênero Myrcia e da família Myrtaceae. 

## Taxonomia
A espécie foi descrita em 2016 por Christine Elizabeth Wilson e Eve Lucas. 
O seguinte sinônimo já foi catalogado:  
- Marlierea estrellensis  O.Berg

## Forma de vida
É uma espécie terrícola e arbórea. 

## Descrição
| Caule                                     | Caule                                            |
| ----------------------------------------- | ------------------------------------------------ |
| crescimento                               | monopodial                                       |
| tipo de tricoma                           | ausente                                          |
| Folha                                     |                                                  |
| nervura central adaxial                   | completamente proeminente/completamente aplanado |
| formato da folha                          | lanceolada/oblonga                               |
| indumento abaxial da folha                | glabro                                           |
| bráctea ou catafilo subtendida folha nó   | ausente                                          |
| Inflorescência                            |                                                  |
| formato da inflorescência do râmulo       | arredondada                                      |
| bractéola subtendida flor                 | linear                                           |
| inflorescências por broto axilar do caule | 2                                                |
| posição da inflorescência                 | terminal                                         |
| formato                                   | piramidal alterno/piramidal oposta               |
| Flor                                      |                                                  |
| teca da antera                            | igual                                            |
| tricoma no disco floral                   | ausente                                          |
| formato do hipanto                        | obcônico                                         |
| indumento do hipanto                      | glabro                                           |
| fusão da sépala                           | completamente fundido                            |
| número de lóculos                         | desconhecido                                     |
| abertura do cálice                        | rasgando                                         |
| Fruto                                     |                                                  |
| lobo do cálice em fruto                   | desconhecido                                     |
| formato do fruto                          | desconhecido                                     |

## Distribuição
A espécie é encontrada no estado brasileiro de Rio de Janeiro. 
Em termos ecológicos, é encontrada no domínio fitogeográfico de Mata Atlântica, em regiões com vegetação de floresta ombrófila pluvial.